# Jonas Hamm

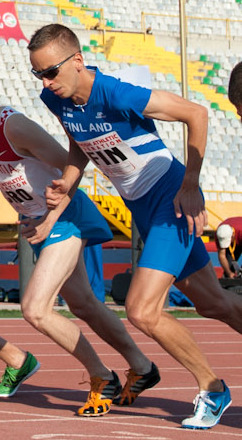
Jonas Hamm

Jonas Hamm (* 2. Mai 1980 in Hamburg) ist ein ehemaliger deutsch-finnischer Mittelstreckenläufer, der zuletzt für die LG Braunschweig startete.
Zu seinen größten Erfolgen zählen seine Siege bei den Finnischen Meisterschaften im 1500-Meter-Lauf (2004, 2005, 2007 (Freiluft) und 2011 (Halle)) sowie bei den Deutschen Meisterschaften über 3000 Meter in der Halle (2011). Auf internationaler Ebene nahm er für Finnland 2005 an den Leichtathletik-Weltmeisterschaften in Helsinki, 2006 und 2010 an den Europameisterschaften (jeweils über 1500 m) und 2011 an den Halleneuropameisterschaften über 3000 Meter teil. Er schied jeweils im Vorlauf aus.
Jonas Hamm hat bei einer Größe von 1,96 m ein Wettkampfgewicht von 78 kg. Bis 2005 startete er für die LG Wedel/Pinneberg und im Jahr 2006 für den LC Erfurt. Seit 2007 läuft er für die LG Braunschweig und wird von Jörg Voigt trainiert.
Hamm unterbrach sein Studium der Rechtswissenschaft an der Bucerius Law School 2005 zugunsten seiner sportlichen Karriere. Nachdem er sich 2013 aus dem professionellen Sport zurückgezogen hatte, nahm er das Studium wieder auf.

## Erfolge
- 1. Platz 1500 m Finnische Meisterschaften 2004
- 1. Platz 1500 m Finnische Meisterschaften 2005
- 3. Platz 1500 m Deutsche Meisterschaften 2005
- 1. Platz 1500 m Finnische Meisterschaften 2007
- 3. Platz 1500 m Deutsche Meisterschaften 2009
- 2. Platz 1500 m Finnische Meisterschaften 2009
- 2. Platz 3 × 1000 m Deutsche Hallenmeisterschaften 2010
- 2. Platz 800 m Finnische Meisterschaften 2010
- 2. Platz 1500 m Finnische Meisterschaften 2010
- 1. Platz 1500 m Finnische Hallenmeisterschaften 2011
- 1. Platz 3000 m Deutsche Hallenmeisterschaften 2011
- 3. Platz 1500 m Deutsche Meisterschaften 2011
- 1. Platz 3 × 1000 m Deutsche Meisterschaften 2012

## Bestzeiten
Freiluft
- 800 m: 1:47,84 min (Lapinlahti, 18. Juli 2004)
- 1000 m: 2:20,69 min (Sondershausen, 1. September 2004)
- 1500 m: 3:39,93 min (Wattenscheid, 26. Juni 2010)
- 3000 m: 8:05,37 min (Gävle, 19. Juni 2005)

Halle
- 800 m: 1:50,39 min (Düsseldorf, 17. Februar 2006)
- 1000 m: 2:22,81 min (Leipzig, 12. Februar 2006)
- 1500 m: 3:44,40 min (Karlsruhe, 26. Februar 2006)
- 3000 m: 8:01,94 min (Mustasaari, 15. Februar 2011)